# Sjouke Voolstra
Sjouke Voolstra (* 26. März 1942; † 12. Oktober 2004 bei einem Seeunglück auf dem Ijsselmeer) war ein mennonitischer Theologe.

## Leben
Am Doopsgezinde Seminarie war er seit 1981 Dozent für christliche Glaubenslehre und Ethik und ab 1984 für die Geschichte des Täufertums und seit 1988 auch für Mennonitica. 1998 wurde er zum Professor der Theologie und Geschichte der Mennoniten an der Fakultät der Geisteswissenschaften an der Universität von Amsterdam ernannt. 2002 wurde er emeritiert.

## Schriften (Auswahl)
- Voortrekkers en stilstanders. Vijftien generaties Dopers leven in Zeeland. Tentoonstelling in het Rijksarchief in Zeeland, St. Pieterstraat 38 te Middelburg van 10 november 1975 t/m 17 januari 1976. Middelburg 1975, OCLC 3601228.
- Vreemdelingen en bijwoners. Vredesgetuigenissen uit het Nederlandse doperdom. Amsterdam 1979, ISBN 90-70164-53-1.
- Het woord is vlees geworden. De Melchioritisch-Menniste incarnatieleer. Kampen 1982, ISBN 90-242-2074-2.
- Menno Simons (1496–1561). Leven, beeld en boodschap. Landsmeer 1996, OCLC 920760732.